# Dinastija Lancaster
Lancaster, engleska kraljevska dinastija čiji su članovi vladali Engleskom, Walesom i Irskom 1399. – 1461. i 1470. – 1471. Bila je ogranak kraljevske dinastije Anjou-Plantagenet te je nakon izumiranja glavne muške loze 1399., zatražila baštinsko pravo na englesku krunu. Kako se pojavila i rivalska velikaška obitelj York, koja je također po nasljednom pravu zahtijevala prijestolje, nastao je oružani sukob, poznat kao Ratovi dviju ruža (1455. – 1485.).
Obitelj je dobila po posjedu Lancaster koji se nalazio u engleskoj grofoviji Lancashire.

## Povijest
Rodonačelnik obitelji bio je Edmund (1245. – 1296.), sin kralja Henrika III. (vladao 1216. – 1272.), kojemu je otac 1267. godine udijelio feud i plemićki naslov grofa od Lancastera (eng. Earl of Lancaster). Njegov je sin Thomas (o. 1278. – 1322.) naslijedio titulu i posjede, a poznat je kao jedan od predvodnika velikaške pobune protiv engleskog kralja Edvarda II. (vladao 1307. – 1327.), zbog čega je osuđen zbog izdaje i pogubljen 1322. godine. Njegov brat Henrik (o. 1281. – 1345.) uspio je 1324. godine dobiti naslov grofa od Leicestera, a 1326. godine dobiti natrag obiteljsku grofovsku titulu i posjede Lancaster, Derby, Salisbury i Lincoln, koje je kralj bio oduzeo obitelji nakon zatočenja i pogubljenja Henrikova brata.
Po povratku kraljice Izabele Francuske s Rogerom Mortimerom u Englesku, Henrik je zajedno s njima sudjelovao u pobuni protiv kralja Edvarda II. u kojoj je kralj uhvaćen i pogubljen. Kao pristaša novoga kralja, Edvardovog sina Edvarda III., kojemu je osigurao prijestolje, Henrik je nagrađen položajem glavnog kraljevog savjetnika i zapovjednikom kraljevske vojske u škotskoj marci, a 1327. godine imenovan je i velikim šerifom Lancashirea.
Henrikov sin Henry od Grosmonta (o. 1310. – 1361.), 4. grof od Lancastera i Leicestera, bio je znameniti diplomat, političar i vojnik te jedan od najpouzdanijih vojnih zapovjednika kralja Edvarda III. u prvim fazama Stogodišnjeg rata. Zbog svih zasluga, kralj ga je uzdignuo na čast vojvode od Lancastera, no kako nije imao sina, već dvije kćeri Maude i Blanche, titula je vrijedila samo za vrijeme Henrikova života.
Henrikove posjede i titulu naslijedio je suprug njegove mlađe kćeri Blanche Lancasterske, John od Gaunta (1340. – 1399.), koji je također bio kraljevskog podrijetla. Naime, bio je četvrti sin kralja Edvarda III. i time također član dinastije Anjou-Plantagenet, čime se vlastelinstvo opet našlo u posjedu iste obitelji, jer su Blanche i John bili treći rođaci. Kao mlađi brat Edvarda Crnog († 1376.), imao je veliki utjecaj na maloljetnog kralja Rikarda II. (1377. – 1399.). Godine 1362. dobio je nasljednu titulu vojvode od Lancastera (Duke of Lancaster), a nasljedio je i sve ostale titule i posjede svog punca, ali i baštinu Blanchine starije sestre Maud.
Kako engleski kralj Rikard II. nije imao djece, odlučio je da će krunu nasljediti njegov rođak, Johnov sin, Henrik, međutim 1399. godine mu je osporio nasljedstvo, našto ga je Henrik uhvatio i zarobio te dao pogubiti. Nakon toga okrunio se za novog engleskog kralja kao Henrik IV. (1399. – 1413.), čime je na vlast došla dinastija Lancaster, pobočna loza dotadašnje dinastije. Unatoč nezadovoljstvu velikaša, uspio je osigurati prijestolje svome sinu Henriku.
Kralj Henrik V. (1413. – 1422.) je u sklopu Stogodišnjeg rata, porazio francusku vojsku kod Agincourta, osvojio Normandiju, te se ugovorom u Troyesu 1420. dao proglasiti regentom i nasljednikom francuske kraljevske krune, jer mu je supruga bila Katarina Valois, kćerka francuskog kralja Karla VI. Ludog.
Henrikov sin i nasljednik, kralj Henrik VI. (1422. – 1461. i 1470. – 1471.), ratovao je u Francuskoj, čak se uspio 1431. okruniti za francuskog kralja, ali naposljetku je izgubio rat (1453.) i Engleska je izgubila sve posjede u Francuskoj, osim Calaisa. Budući da je nakon poraza Engleske u Stogodišnjem ratu, vojvoda Rikard od Yorka zatražio pravo na englesko prijestolje, izbio je 1455. godine rat između Crvene i Bijele ruže (crvena ruža bila je simbol obitelji Lancaster, a bijela obitelj York). Godine 1461. svrgnuo ga je s prijestolja novi kralj Eduard IV. (1461. – 1470.) iz dinastije York, no Henrik je opet uspio domoći se prijestolja 1470. godine. Ipak, Edvard IV. je uz burgundsku pomoć, porazio Henrika u dvije bitke, te je 1471. godine svrgnut i ubijen pod nejasnim okolnostima u Toweru. Taj događaj je dotukao dinastiju Lancaster, jer je u sukobu poginuo i Henrikov sin i nasljednik Edvard te je glavna linija dinastija izumrla, no Rat dviju ruža nastavio se sve do 1485. godine, kada je prijestolje preuzela dinastija Tudor, koja je tražila pravo na krunu preko rodbinskih veza s obitelji Beaufort, pobočnom linijom dinastije Lancastera, potomcima mlađeg sina Johna od Gaunta.

## Kraljevi iz dinastije Lancaster
- Henrik IV. (1399. – 1413.)
- Henrik V. (1413. – 1422.)
- Henrik VI. (1422. – 1461.) i (1470. – 1471.)

## Vanjske poveznice
|  | Zajednički poslužitelj ima još gradiva o temi Dinastija Lancaster |

- Lancaster Hrvatska enciklopedija
- Ratovi ruža – Dinastija Lancaster (engl.)
- Henrik V. Hrvatska enciklopedija
- Henrik VI. Hrvatska enciklopedija